# Георгій Анцухелідзе
Георгій (Гіоргі) Анцухелідзе (груз. გიორგი ანწუხელიძე; нар. 18 серпня 1984, Квемо-Алвані, Грузинська РСР — пом. 9 або 10 серпня 2008, Південна Осетія) — сержант збройних сил Грузії, учасник російсько-грузинської війни 2008 року. Загинув від тортур у полоні південноосетинських колаборантів. Національний герой Грузії (посмертно).

## Біографія
Георгій Анцухелідз народився 18 серпня 1984 року у селі Квемо-Алвані Грузинської РСР. 2001 року був призваний на строкову службу до збройних сил Грузії, після чого залишився в армії та служив у 41 батальйоні 4-ї бригади Вазіані.
Під час російсько-грузинської війни 2008 року 9 серпня потрапив до полону неподалік від Цхінвалі та до кінця року вважався зниклим безвісти. У грудні 2008 року Південна Осетія передала кілька понівечених тіл грузинських військовослужбовців до Грузії, де за аналізом ДНК була встановлена належність одного з тіл зниклому Георгію Анцухелідзе. Тіло Анцухелідзе було поховано у братській могилі на Мухатгвердському цвинтарі у Тбілісі. По смерті у Георгія залишилася дружина і двоє дітей.

### Відео тортур
У січні 2009 році в Інтернеті з'явилося відео знущань південноосетинських сепаратистів над полоненим грузинським військовим, у якому родина Анцухелідзе впізнала Георгія. На відео сепаратисти стрибають на спину полоненому, що сидить на землі зі зв'язаними руками, та намагаються примусити його цілувати землю.

## Судові позови
Родина загиблого Георгія Анцухелідзе 2010 року надіслала запит до російської прокуратури з вимогою надати інформацію щодо причин смерті їхнього родича, однак жодної відповіді від російської сторони не отримала. Того ж року вдова загиблого від імені їхніх дітей подала позов проти Росії до Європейського суду з прав людини щодо порушення Росією статей 2 (право на життя), 3 (заборона тортур), 5 (право на свободу та особисту недоторканність) та 13 (право на ефективний юридичний захист) Європейської конвенції з прав людини.